# Time Spent Driving
Time Spent Driving ist eine 1999 gegründete, stark vom Indierock beeinflusste Emo-Band aus Santa Cruz, Kalifornien.

## Geschichte
Die Gruppe wurde 1999 in Santa Cruz im US-amerikanischen Bundesstaat Kalifornien gegründet. Time Spent Driving unterschrieben bei Unfun Records, welche auch als Konzertmanagement für die Gruppe tätig wurde. Im November 2000 brachte die Band ihre EP Walls Between Us heraus. Kurz zuvor erschien bereits eine EP mit drei Stücken, wodurch das Label auf die Gruppe aufmerksam wurde.
Kurz nach dem Release der EP folgte eine Europatour unter anderem mit Auftritten in Deutschland. Begleitet wurde die Band dabei unter anderem von Favez und The Stereo. Die Gruppe unterschrieb bei Sessions Records, die die EP erneut mit anderem Artwork veröffentlichten. In Deutschland erschien die EP als Schallplatte über Chestnut Café Records im Januar 2002. Im Oktober und November 2001 tourte die Gruppe durch die USA mit Favez und Scott Ritcher. Über Doghouse Records erschien eine 3-way-Split mit den teilnehmenden Künstlern der Tour. Zuvor spielte Time Spent Driving lediglich entlang der Westküste. 
Am 7. Mai 2002 erschien das Debütalbum Just Enough Bright über Sessions Records. Es wurde von J. Robbins produziert. Aufgenommen wurde das Album im Tiny Telephone in San Francisco. Die Gruppe tourte erneut entlang der Westküste um ihr Album zu promoten. Ein paar Stücke des Albums wurden auf nationaler Ebene von MTV bekannt gemacht. Im Jahr 2003 kündigte die Gruppe eine Auszeit auf unbekannter Länge an. 2005 kündigte die Band an sich aufzulösen. Zwischenzeitlich hatte die Gruppe sieben Stücke für ein zweites Album geschrieben. Dieses erschien im Juni 2007 über Lorelei Records. Es heißt I'm Your Stab in the Back. Die Musiker gaben bekannt, dass die Gruppe 2012 „wiederbelebt“ würde. Das Comeback-Album, das den Namen Passed & Presence trägt, soll am 21. Juli 2015 über Cardigan Records erscheinen.
Derzeit besteht die Gruppe aus Jon Cattivera (Gesang, E-Gitarre), Jonas Davidson (E-Bass), Dustin Roth (Schlagzeug), David Cattivera (Piano, Keyboard) und Steve Borella (E-Gitarre).

## Diskografie

### EPs
- 2000: Walls Between Us (2001 re-release über Unfun Records, 2002 als Schallplatte über Chestnut Café Records)

### Alben
- 2002: Just Enough Bright (Sessions Records)
- 2007: I'm Your Stab in the Back (Lorelei Records)
- 2015: Passed & Presence (Cardigan Records)

### Kompilationen
- The Emo Diaries - Chapter 7: Me Against the World (mit dem Stück Lowlight, Deep Elm Records)
- Translation: Music 2 (mit dem Stück Thin Like Paper, Don Lee Records)
- Voice this Sound (mit dem Stück Dear Shannon (Akustik), Inverse Records)
- Rise Records Compilation (mit dem Stück Here With You, Rise Records)
- The Silence of Fire (mit dem Stück Plastic Crown (Akustik), Burning Daisies Records)

### Split
- 2001: Thin Like Paper (3-way-Split mit Favez und Scott Ritcher, Doghouse Records)